# شهرستان آکشی، هوکایدو

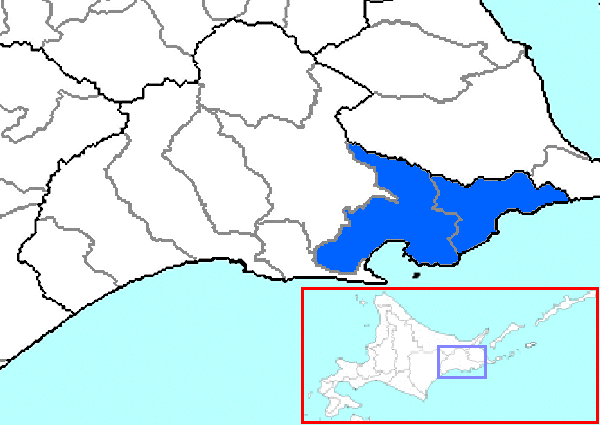

شهرستان آکّشی، هوکایدو (به ژاپنی: 厚岸郡 Akkeshi-gun) یکی از شهرستان‌های ژاپن است که در استان هوکایدو در ژاپن واقع شده است.